# Ruschianthemum
Genre
Classification phylogénétique
Ruschianthemum Friedrich est un genre de plante de la famille des Aizoaceae.
Ruschianthemum Friedrich, in Mitt. Bot. Staatssamml. München 3: 563 (1960)
Type : Ruschianthemum gigas (Dinter) Friedrich (Mesembryanthemum gigas K. Dinter)

## Liste des espèces
Ruschianthemum Friedrich est, à ce jour, un genre monotype
- Ruschianthemum gigas (Dinter) Friedrich